# Opis osebe
Opis osebe je neumetnostno, objektivno besedilo, ki govori o neki osebi in o njenih lastnostnih. To je besedilo, v katerem sporočevalec predstavlja zunanjost osebe in njen način življenja. Prevladujejo samostalniki in glagoli; najbolj je pogost glagol biti, ob njem pa so zelo pogosti pridevniki. Glagoli so po navadi v sedanjiku, razen če je oseba, ki jo opisujemo umrla oziroma je ni več pred nami. V prihodnjiku so glagoli zelo redko, razen ko opisujemo osebe, kakršne bodo čez več let. Opis je po navadi objektivno besedilo, ki nam govori le o nekih dejstvih, ki jih lahko preverimo. Če je opis subjektiven, mu pravimo oris. V opisu osebe po navadi povemo koliko je oseba stara, kje živi, kakšne so njene lastnosti in s čim se ukvarja. Opis spada med praktično-sporazumevalna besedila in je lahko javno ali zasebno besedilo.

## Opisovanje

### Podatki
V opisu osebe najprej povemo, o kom bomo govorili nato pa predstavimo osnovne podatke: 

-zunanjost osebe, 

-starost,

-kraj bivanja, 

-poklic,

-izobrazbo.

Med opisovanjem skušamo biti čim bolj natančni, da bi si bralec oz. poslušalec osebo prestavljal čim bolje. Med glagoli prevladujejo tisti, ki poimenujejo obstajanje. Opis osebe po navadi tvorimo, ko želimo predstaviti neko osebo, kadar smo priča kaznivemu dejanju ali pa kadar poizvedujemo po izgubljeni oziroma pogrešani osebi. Opis tvorimo tudi, ko opisujemo igralce ali književne osebe. 

### Življenje
V opisu načina življenja osebe prestavimo dejavnosti in stvari, ki se v njenem življenju ponavljajo. Pri nizanju teh dejavnosti moramo biti pozorni na časovno zaporedje, saj nekatere dejavnosti potekajo vsako jutro, nekatere pa popoldne. Svoj način življenja pogosto opisujejo znani ljudje v intervjujih. 

### Način
Ko je v opisu pomembna natančnost tvorimo predvsem objektivna besedila (npr. pri opisovanju zločinca, pogrešane osebe). Kadar pri opisovanju osebe izražamo tudi osebno mnenje
oziramo stališče tvorimo subjektivni opis oziroma oris. 

### Uporaba
Opis osebe je le redko samostojno besedilo, po navadi je priloga kakšnemu obsežnejšemu knjižnem delu zapisanem v medijih ali pa v knjigah. Opis osebe lahko srečamo tudi v strokovnih besedilih.

## Primer opisa
Janez je star 17 let. Visok je 190 cm in tehta 80 kilogramov. Ima kratke rjave lase in nosi očala. Obiskuje gimnazijo in je nadarjen učenec. Živi v Ljubljani in obiskuje 3. letnik. Po navadi je oblečen v modre kavbojke in v temno srajco. V prostem času se ukvarja s košarko in obiskuje glasbeno šolo. Že sedmo leto igra kontrabas in je zmagal že na številnih tekmovanjih. V prostem času zelo rad bere knjige.